# 파야오호

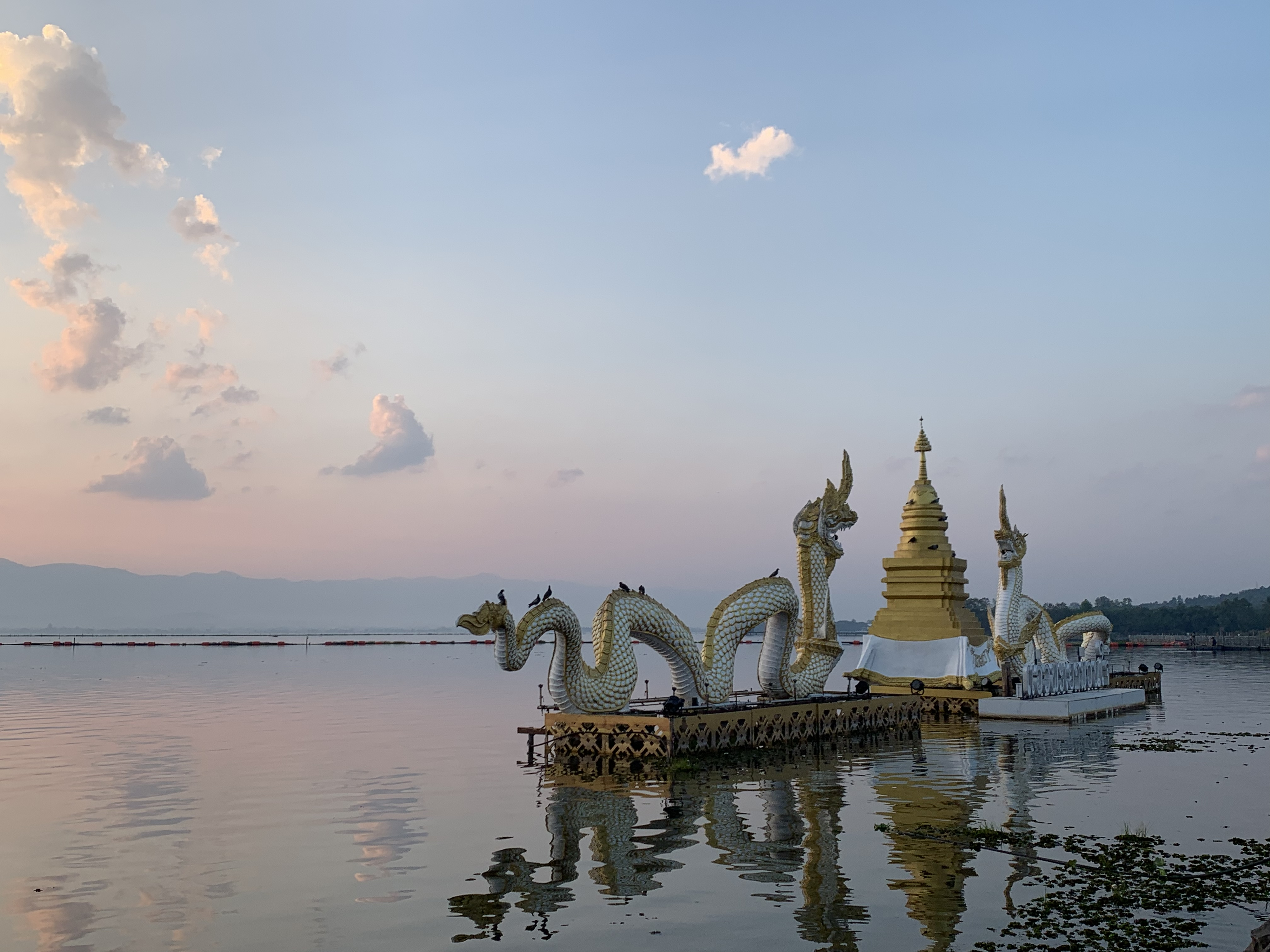
파야오호

파야오호(กว๊านพะเยา)는 태국 북부 파야오주에 있는 호수다. 파야오는 북부 태국어로 호수 또는 큰 슾지를 뜻한다. 파야오호는 대략 반달 모양이다. 파야오호는 태국 북부 최대의 담수호이자 태국에서 4번째로 큰 호수다. 파야오호에는 어류 약 50종이 산다. 파야오호의 평균 수심은 1.5m, 최대 수심은 4m, 면적은 19.8km2, 호안 길이는 25.16km, 고도는 393m다.

## 지리
파야오호 주변 토지는 비옥하다. 강 주변 공동체가 과거부터 있어왔다. 해당 지역 기온은 19.5도에서 27.5도에 이른다. 연평균 강수량은 약 1064mm다. 파야오호에는 수상 식물 36종이 발견된다. 주요 수중 식물에는 붕어마름, 나자스말이 있고 또한 Slavonia cucullata, 연꽃, 부레옥잠, Scrirpus grossus가 있다. 헥타르당 어획량 추정치는 약 159kg이다. 해당 지역의 습도는 7-80%다.